# Malířská cesta
Malířská cesta (německy Malerweg) je nejvýznamnější dálková turistická trasa v saské části Labských pískovců. Jedná se o okružní trasu, která je rozdělena na osm etap a prochází nejromantičtějšími úseky Saského Švýcarska na pravém i levém břehu Labe. V roce 2006 byla trasa cesty rekonstruována podle dobových dokumentů a od roku 2012 byly podél cesty instalovány informační tabule.

## Pojmenování
Jméno turistické cesty bylo odvozeno od skutečnosti, že krajina Saského Švýcarska v prostoru od Hřenska přes Bad Schandau až k Pirně inspirovala tvorbu řady významných německých malířů, především v období romantismu na přelomu 18. a 19. století. Mezi těmito tvůrci jsou jména jako Caspar David Friedrich, Adrian Zingg, Anton Graff, Johan Christian Dahl, Carl Gustav Carus nebo Adrian Ludwig Richter.

## Popis cesty
Malířská cesta má celkovou délku 112 kilometrů, z čehož 68 kilometrů připadá na skalní oblasti na pravém břehu Labe. Zbylých 44 kilometrů je rozděleno na tři etapy, které vedou po levém břehu Labe.

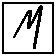

Cesta začíná v údolí Liebethaler Grund poblíž pískovcové horolezecké stěny Klettergarten Liebethaler Grund u jižního okraje vesnice Liebethal, která je administrativně částí města Pirny. Cesta odtud vede proti proudu říčky Wesenitz (hornolužickosrbsky Wjazońca) po jejím pravém břehu společně s dalšími turistickými trasami, jako je Fernwanderweg Görlitz - Greiz, Wesenitztalweg a Dichter-Musik-Maler-Weg. Malířská cesta mine bývalou vodní elektrárnu, pomník Richarda Wagnera, vesnice Daube a Mühlsdorf a za obcí Lohmen se stáčí k jihu do městečka Stadt Wehlen. Druhá etapa míří z města Stadt Wehlen již do srdce Národního parku Saské Švýcarsko - přes Bastei a Kurort Rathen na Hohnstein. Třetí etapa vede od Hohnsteinu lesními cestami mezi skalami k místu zvanému Brand a dále pak přes Waitzdorf k železniční zastávce Kohlmühle a do Altendorfu. Čtvrtá etapa směřuje z Altendorfu přes Schrammsteine a Affensteine kolem Lichtenhainského vodopádu (Lichtenhainer Wasserfall, konečná zastávka tramvajové dráhy z Bad Schandau) k Neumannmühle, někdejší historické Neumannově pile, která byla v roce 1996 prohlášena technickou památkou.
Pátá etapa, která byla v roce 2008 německým portálem www.wanderwelten.com označena za jednu z nejoblíbenějších turistických tras v Německu, vede od Neumannmühle napřed údolím Křinice na východ, pak se stáčí k jihu a poté opět k západu. Směřuje kolem skalního masivu Großer Teichstein k tzv. Zeughausu a posléze kolem česko-německé státní hranice na vrchol hory Großer Winterberg a do Schmilky. Trasa šesté etapy začíná ve Schmilce u přívozu přes Labe. Pokračuje na levém břehu řeky od železniční zastávky Schmilka-Hirschmühle na východ k vrchu Kaiserkrone a přes vesnice Schöna, Reinhardstdorf, Krippen a Kleinhennersdorf na vrchy Papststein a Gohrisch. Sedmá etapa vede přes Pfaffenstein ke Quirlu, dále do Königsteinu, poté k přilehlé pevnosti a končí u vesničky Weißig. Poslední, osmý úsek Malířské cesty vede přes členitý masiv stolové hory Rauenstein do vesnice Pötzscha poblíž železniční zastávky Stadt Wehlen a nakonec až do Pirny.

### Jednotlivé etapy Malířské cesty
1. Údolí Liebethal – Stadt Wehlen (11 km)
2. Stadt Wehlen – Hohnstein (13 km)
3. Hohnstein – Altendorf (12 km)
4. Altendorf – Neumannmühle (18 km)
5. Neumannmühle – Schmilka (14 km)
6. Schmilka – Gohrisch (Muselweg) (17 km)
7. Gohrisch (Muselweg) – Weißig (15 km)
8. Weißig – Pirna (12 km)

## Saské Švýcarsko očima malířů

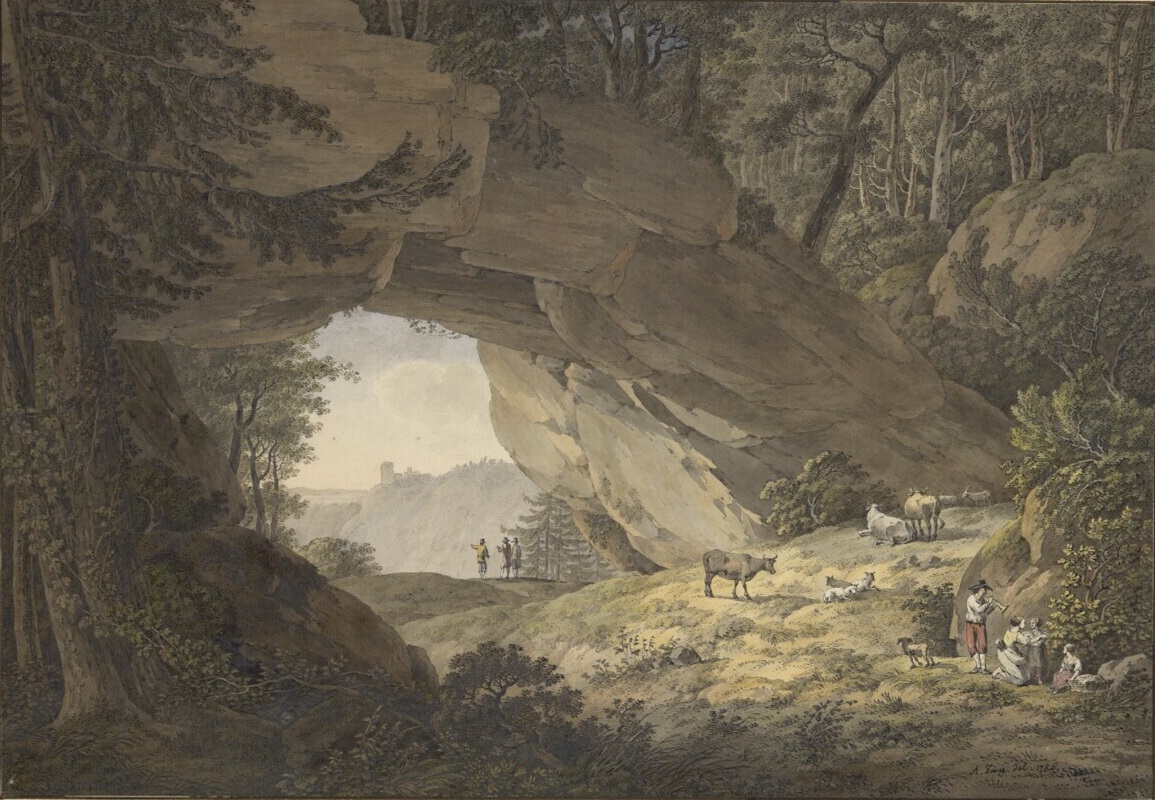
Adrian Zingg ("Jeskyně Kuhstall")
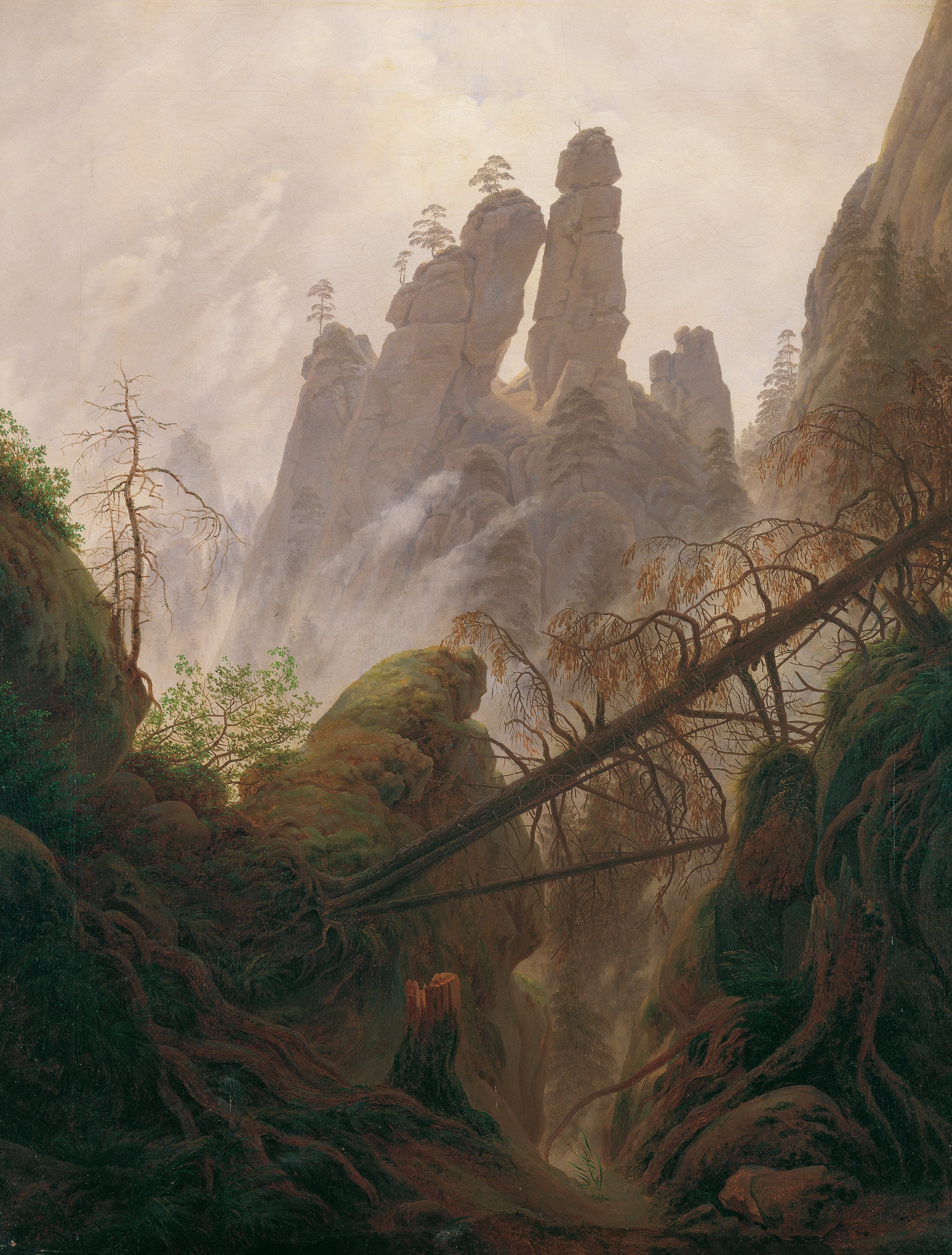
Caspar David Friedrich ("Skály v Labských pískovcích")
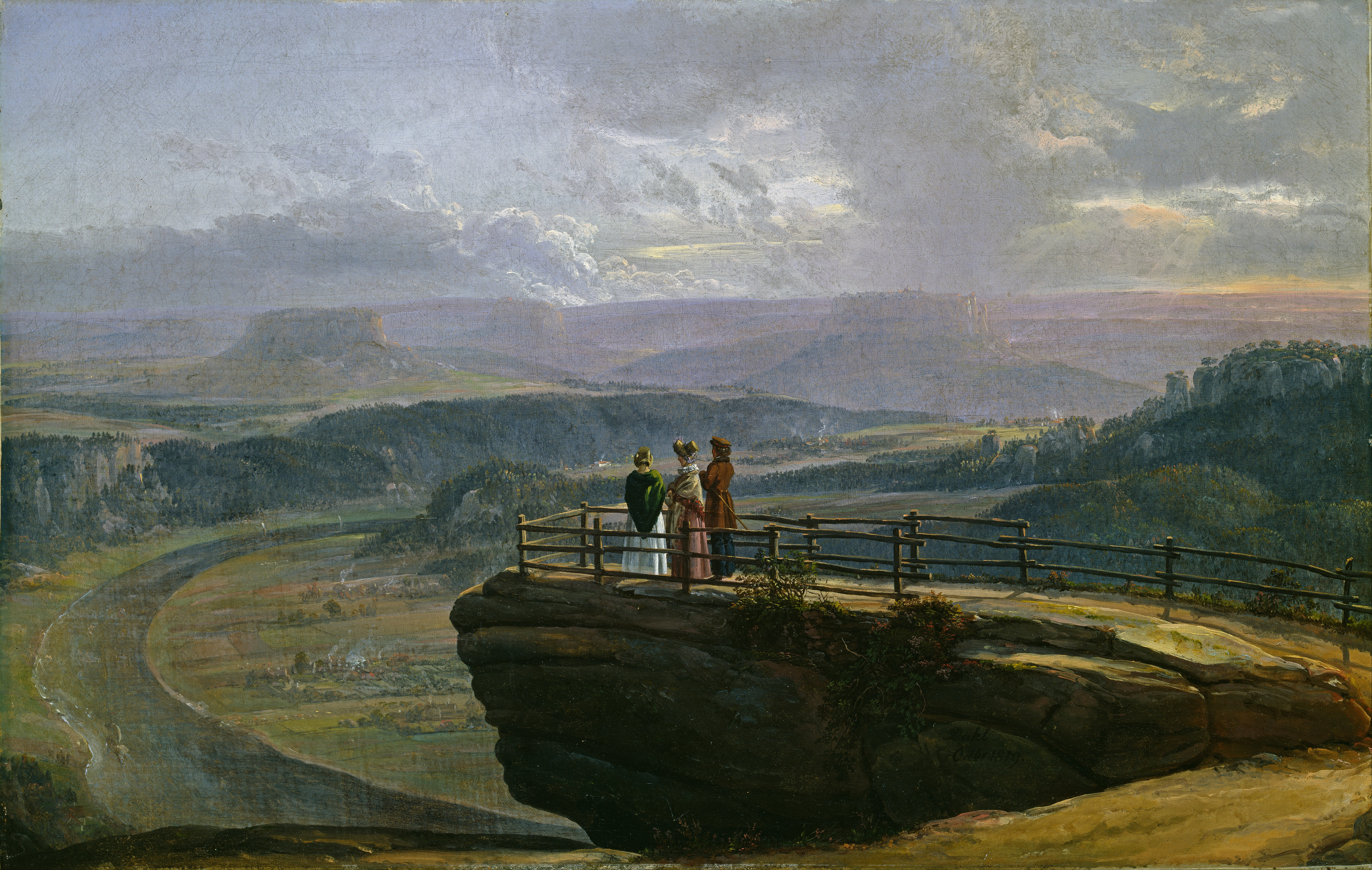
Johan Christian Dahl ("Výhled z Bastei")
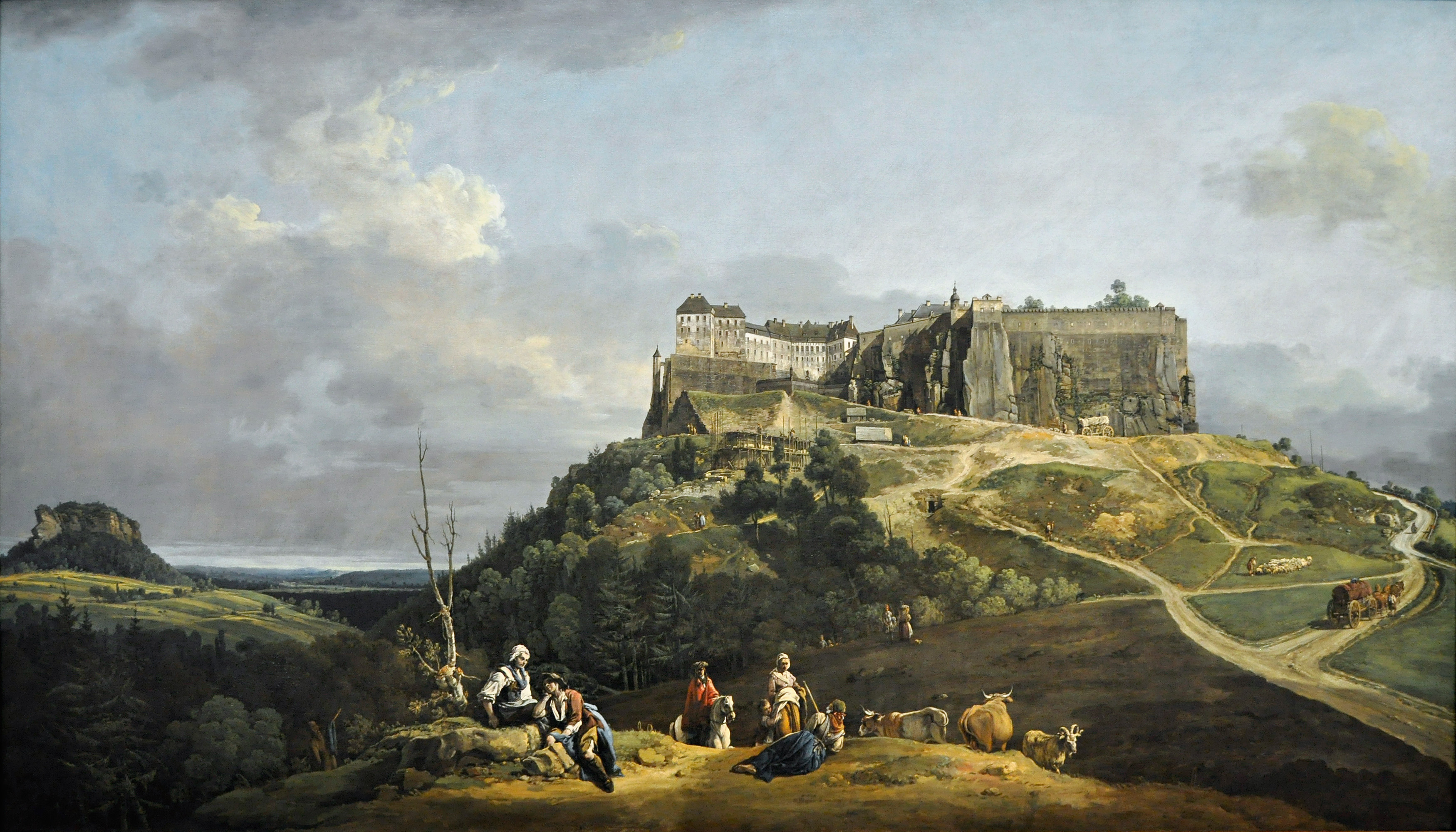
Bernardo Bellotto ("Pevnost Königstein")
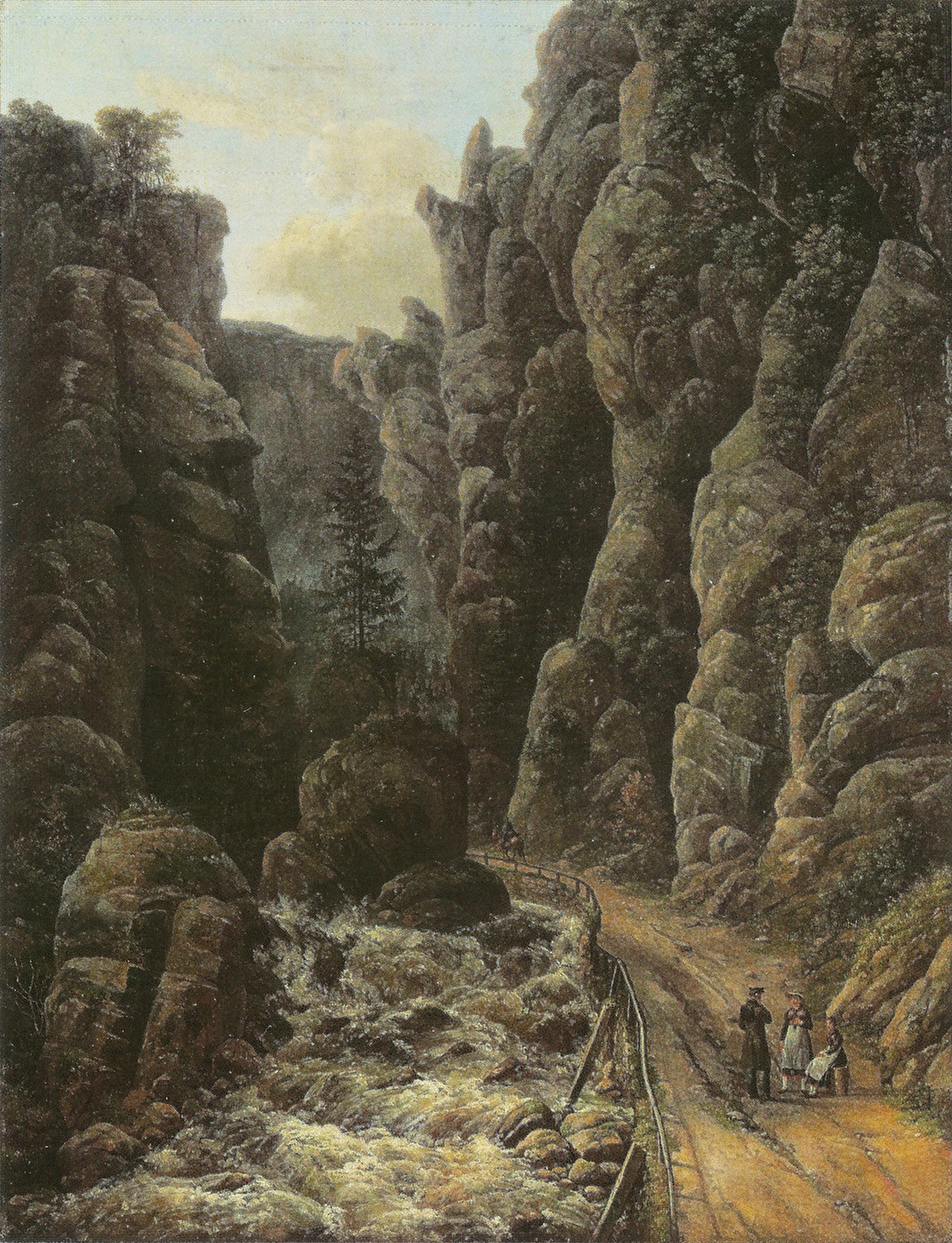
Johan Christian Dahl ("Soutěska v Saském Švýcarsku)
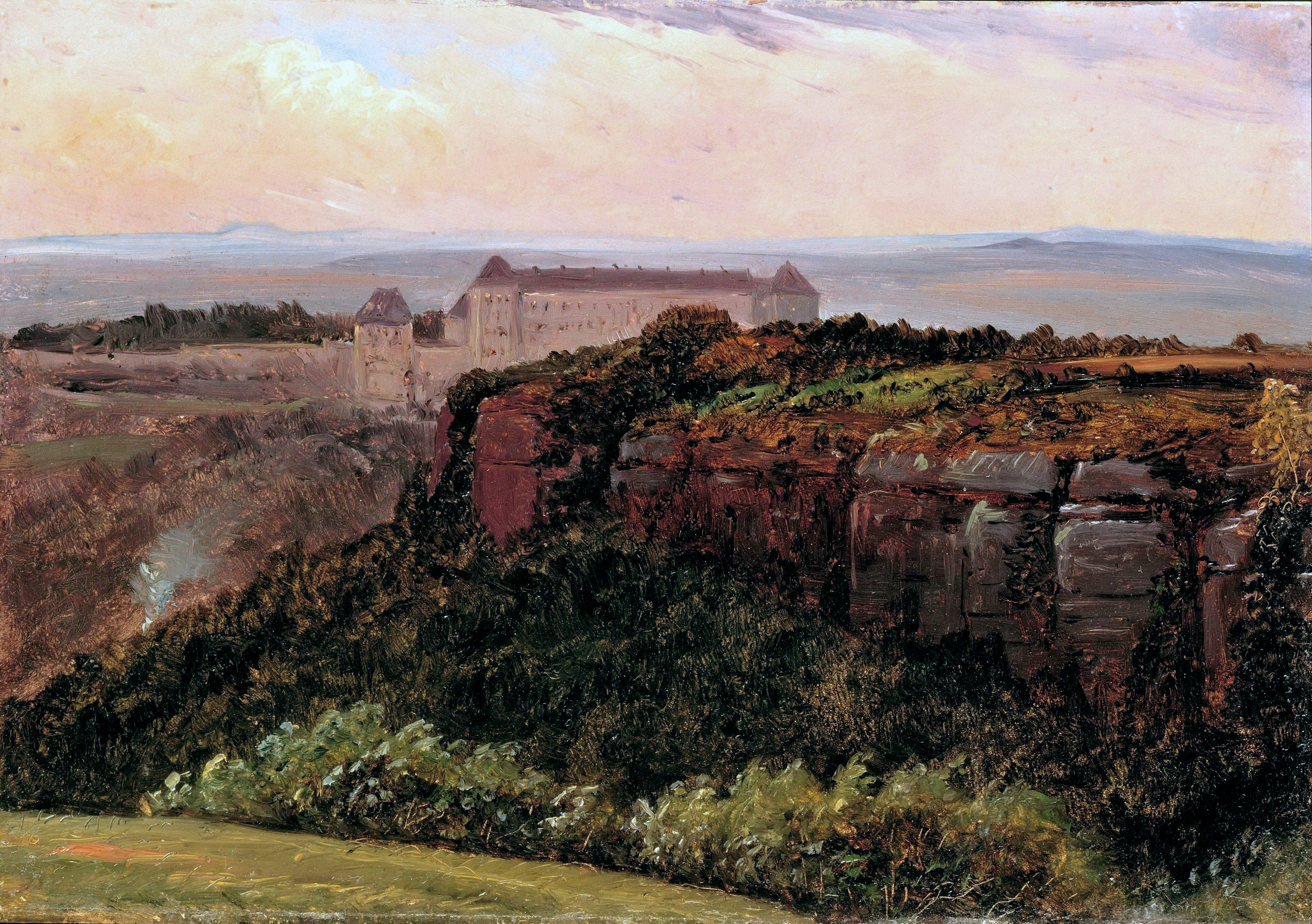
Carl Gustav Carus ("Sonnenstein u Pirny")